# Jurij Rudow
Jurij Wasiljewicz Rudow (ros. Юрий Васильевич Рудов, ur. 17 stycznia 1931 w Taganrogu, zm. 26 marca 2013 w Moskwie) – radziecki florecista, mistrz olimpijski i czterokrotny medalista mistrzostw świata.
Na igrzyskach olimpijskich w Melbourne w 1956 roku był piąty drużynowo, a indywidualnie odpadł w półfinale. Na rozgrywanych cztery lata później igrzyskach olimpijskich w Rzymie wspólnie z Wiktorem Żdanowiczem, Giermanem Swiesznikowem, Jurijem Sisikinem i Markiem Midlerem zdobył drużynowo złoty medal. W zawodach indywidualnych tym razem nie startował. 
Podczas mistrzostw świata w Filadelfii w 1958 roku Midler, Rudow, Sisikin i Swiesznikow wywalczyli srebrny medal w turnieju drużynowym. W tej samej konkurencji zdobywał następnie złote medale na mistrzostwach świata w Budapeszcie (1959), mistrzostwach świata w Turynie (1961) i mistrzostwach świata w Gdańsku (1963).
W 1960 roku zdobył indywidualne mistrzostwo ZSRR. Po zakończeniu kariery pracował jako trener. Odznaczony Medalem „Za pracowniczą wybitność”.